# Erik Stinus
Erik Stinus, född Erik Stinus Nielsen 22 augusti 1934 i Vordingborg, död 13 november 2009 var en dansk poet, författare och översättare. 

## Biografi
Stinus var son till läraren Stinus Nielsen och tog studentexamen,  utbildade sig därefter inom handelsflottan 1953, vilket förde honom på resor till Aden, Pakistan, Indien, Sri Lanka och Burma. År 1956 tog han lärarexamen på Blågård seminarium. Han bedrev språkstudier i Indien från 1956 och i Nederländerna 1965.
År 1958 gjorde han sin litterära debut med diktsamlingen Erland. År 1963 skrev han och redigerade, tillsammans med Halfdan Rasmussen, Ivan Malinowski och Ebbe Traberg Med solen i ryggen, en bok om Grekland, Spanien och Portugal, efter en lång resa i dessa tre länder, där fascismen då blivit mer högljudd. Boken fick en betydande spridning och gavs ut i flera upplagor. Under 1967 följde han upp framgång och skrev Mörker över Akropolis, en bok om en diktaturens Grekland (tillsammans med Ivan Malinowski och Halfdan Rasmussen). Förutom sin egen produktion översatt Stinus från 1954 en lång rad arbetarromaner, diktsamlingar, etc. från t.ex. Indien och Turkiet.
Stinus skrev också många artiklar, bokrecensioner, dikter och noveller för Dialog: danska tidskrift för kultur (där han var redaktionsmedlem 1956), Hvedekorn, Vindrosen, Viewpoint och flera andra tidskrifter och tidningar.

## Priser
Stinus fick många litterära priser och utmärkelser för sin omfattande produktion, däribland Kritikerpriset 1979 för diktsamlingen Jorden under himlen, Gelsted-Kirk-Scherfig pris 1981, Otto Gelsted-priset 1995, Drassows legat 2005 samt förmåner från danska Statens konstfond och slutligen livslång konstnärspension.

## Politiskt arbete
Stinus blev tidigt politiskt aktiv och lade särskilt stort engagemang i utvecklingsarbete, och det internationella fredsarbetet. Han var medlem av kommunistpartiet från 1954 till 1957 och sedan partilös tills han gick in i Enhetslistan.
Åren 1965–1968 var Stinus volontär i Tanzania, utstationerad av Mellanfolklig samverkan. Han var medlem och sekreterare i kommittén för amnesti för spanska politiska fångar och flyktingar (Spanienkommittén), med i kampanjen mot kärnvapen, medlem och i perioder styrelseledamot i Danska Vietnamföreningen, ledamot i Salvador Allende-kommittén, ledamot av samarbetskommittén för fred och säkerhet, medlem av Fair Play för Mumia- kommittén. Dessutom, medlem av folkrörelsen mot den EU, Sydafrikakommittén, Turkietkommittén och Danskpalestinska vänskapsföreningen. Han var fredsaktivist i Nicaragua 1984 och demonstrant i Chile 1988.